# Daniel Latussek
Daniel Latussek (1. ledna 1787 Syców – 17. srpna 1857 Vratislav) byl pomocný biskup ve vratislavské diecézi (1838–57). V letech 1844–1845 stál jako kapitulní vikář v čele diecéze.

## Životopis
Studoval na gymnáziu svatého Matěje ve Vratislavi a poté na Vratislavské univerzitě. Roku 1811 přijal kněžské svěcení a dále pracoval v několika farnostech. Roku 1831 se na královskou žádost stal kanovníkem ve Vratislavi a 12. února 1838 jej papež jmenoval pomocným biskupem. Roku 1839 se stal generálním vikářem a v letech 1844–45 vykonával funkci kapitulního vikáře.